# Katarina Šalamun-Biedrzycka
Katarina Šalamun-Biedrzycka (ur. 25 sierpnia 1942 w Lublanie) – słoweńska slawistka, publicystka, tłumaczka literatury polskiej i słoweńskiej, mieszkająca w Polsce.

## Życiorys
Studiowała slawistykę na uniwersytetach w Lublanie, Zagrzebiu i Krakowie. Po ukończeniu studiów pracowała na Uniwersytecie Jagiellońskim jako lektor języka słoweńskiego, a następnie, po uzyskaniu doktoratu w 1976 r., jako literaturoznawca w Instytucie Słowianoznawstwa PAN. Od końca lat 80. pracuje na własny rachunek.
Zajmuje się tłumaczeniem literatury polskiej na język słoweński oraz słoweńskiej na polski od końca lat 60. XX w. Przekładała na słoweński twórczość takich polskich autorów jak Witold Gombrowicz, Bruno Schulz, Czesław Miłosz, Stanisław Wyspiański i wielu innych. Jednocześnie konsekwentnie działa na rzecz popularyzacji w Polsce literatury słoweńskiej, ze szczególnym uwzględnieniem poezji. Jest również autorką prac krytycznoliterackich oraz esejów na tematy translatologiczne i pokrewne. Od 1988 r. do 2007 r. pełniła funkcję konsultanta ds. literatury polskiej festiwalu literackiego w Vilenicy. W 2016 r. została laureatką Nagrody im. Wisławy Szymborskiej za przekład tomu Uroša Zupana Niespieszna żegluga, w 2022 otrzymała nagrodę ZAiKS-u za przekład literatury polskiej na język obcy.
Jest siostrą Tomaža Šalamuna oraz matką Miłosza Biedrzyckiego i Mariusza Biedrzyckiego.